# Kitakami (miasto)
Kitakami (jap. 北上市 Kitakami-shi) – miasto w  Japonii,  w regionie Tōhoku, w prefekturze Iwate. Ma powierzchnię 437,55 km². W 2020 r. mieszkało w nim 93 045 osób, w 38 808 gospodarstwach domowych  (w 2010 r. 93 138 osób, w 34 027 gospodarstwach domowych) .

## Położenie
Miasto leży w południowej części prefektury nad rzeką Kitakami. Graniczy z miastami:
- Hanamaki
- Ōshū

## Historia
Miasto powstało 1 kwietnia 1954 roku.

## Miasta partnerskie
- Chiny: Sanmenxia